# Pókaszepetk
Pókaszepetk là một thị trấn thuộc hạt Zala, Hungary. Thị trấn này có diện tích 18,69 km², dân số năm 2010 là 990 người, mật độ 53 người/km².